# 披针风丫蕨
披针风丫蕨（学名：Coniogramme lanceolata）为裸子蕨科凤丫蕨属下的一个种。

## 扩展阅读
- 維基物種上的相關：披针风丫蕨